# Tiago Pereira Cardoso
Pour les articles homonymes, voir Pereira et Cardoso.
Tiago Pereira Cardoso, né le 7 avril 2006, est un footballeur international luxembourgeois qui évolue au poste de gardien de but au Borussia Mönchengladbach.

## Biographie

### Carrière en club
Né au Luxembourg, dans une famille portugaise, Tiago Pereira Cardoso est formé par le CS Fola Esch, avant d'arriver au Borussia Mönchengladbach en juillet 2022, où il joue avec les moins de 19 ans lors de la saison 2022-23.

### Carrière en sélection
En mars 2023, Tiago Pereira Cardoso est convoqué pour la première fois avec l'équipe nationale du Luxembourg.
Il est à nouveau appelé en mai 2023,,, honorant sa première sélection senior le 9 juin 2023, lors d'un match amical contre Malte, qui se termine par une défaite 1-0,.